# Royal Bed Bouncer
Albums de Kayak
Kayak II
(1974) The Last Encore
(1976)
Royal Bed Bouncer, sorti en 1975, est le troisième album du groupe de rock progressif néerlandais Kayak.
Le titre de l'album fait allusion aux serviteurs du roi d'Angleterre Henri VIII qui devaient sauter chaque soir sur son lit pour y détecter d'éventuels pièges.

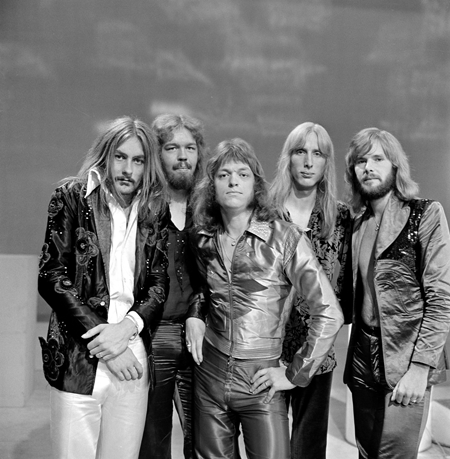
Kayak.

## Historique
Après l'enregistrement du deuxième album (Kayak II) en 1974, le bassiste Cees van Leeuwen quitte Kayak pour être remplacé par Bert Veldkamp,. 
Kayak sort son troisième album Royal Bed Bouncer le 19 septembre 1975, juste après avoir signé un contrat avec le label discographique américain Janus.
Comme l'album précédent, Royal Bed Bouncer est enregistré aux EMI-Intertone Studios, à Heemstede aux Pays-Bas et est produit par Gerrit-Jan Leenders et Kayak.
Un conflit entre le manager de Kayak et EMI amène le groupe à quitter ce label  juste après l'album Royal Bed Bouncer et à signer avec Phonogram, une compagnie qui avait refusé un contrat au groupe en 1971.

## Composition
Alors que le claviériste Ton Scherpenzeel et le batteur Pim Koopman avaient contribué de manière égale à la composition des deux premiers albums, Royal Bed Bouncer est surtout l'œuvre de Scherpenzeel, qui compose neuf des dix titres de l'album. Ton Scherpenzeel explique ceci par le fait qu'il connaissait alors une période de grande créativité, contrairement à Pim Koopman qui connaissait à cette époque des problèmes de santé et des problèmes personnels.
Patricia Anglaia est la seule composition de Pim Koopman sur cet album : Ton Scherpenzeel y joue de l'accordéon et les vocaux y sont assurés par la chanteuse néerlandaise Patricia Paay, dont le prénom complet est précisément Patricia Anglaia Margareth.

## Session d'enregistrement
Scherpenzeel raconte que la firme EMI était devenue prudente au sujet du budget alloué à Kayak, vu le succès très relatif de leurs deux premiers albums. Pour cette raison, ils ne bénéficièrent dans le studio d'Heemstede que d'un matériel d'enregistrement 16 pistes et non 32 pistes. Le groupe ne devait initialement y enregistrer qu'une démo mais il apprécia l'ambiance du studio et décida d'y rester.
Dans une interview donnée en 1997, le producteur Gerrit-Jan Leenders raconte que cette session d'enregistrement vit Kayak retourner aux sources et opter pour un son plus direct. Une bonne partie de l'album fut enregistrée en direct en studio, avec peu d'effets.
Ton Scherpenzeel raconte : « Le studio plus simple nous a forcés à être plus efficaces avec les pistes disponibles sur bande. Les pistes de base (batterie, basse, piano) furent effectuées en une seule prise, avec un son plus spontané comparé à nos deux premiers albums. Les arrangements étaient moins difficiles et cela bénéficia aux chansons. Sans le vouloir, EMI nous rendit service. L'autre facteur dans le son plus direct du groupe était la nouvelle section rythmique. Pim et Bert avaient une connexion musicale parfaite. Max avait aussi plus d'énergie et savait ce qu'il faisait, comparé à l'enregistrement du deuxième album où il dormait plus qu'il ne chantait dans le studio, vu qu'il était malade à l'époque ».

## Réception
L'album est très bien reçu aux Pays-Bas et y est salué comme un sommet dans la carrière du groupe.
Un des titres de l'album, Chance for a Lifetime, connaît un succès modeste en single, atteignant le Top 20 néerlandais.
Lors de sa sortie, le groupe était très satisfait de la musique de l'album. Pour le producteur Gerrit-Jan Leenders :  « De tous leurs albums, celui-ci est le plus concis. Ce n'est pas le plus propre mais c'est le plus énergique. Il s'agissait de capter l'esprit du groupe à ce moment, après qu'ils ont changé de bassiste ».
Ton Scherpenzeel confirme : « pour moi, cela reste un des meilleurs albums que nous ayons jamais faits ».

## Liste des morceaux
1. Royal Bed Bouncer - 3:55
2. Life of Gold - 3:24
3. (You're so) Bizarre - 3:29
4. Bury The World - 4:23
5. Chance for a Lifetime - 4:12
6. If this is your Welcome - 4:54
7. Moments of Joy - 4:00
8. Patricia Anglaia - 2:12
9. Said No Word - 5:16
10. My Heart Never Changed - 2:31

## Musiciens
- Ton Scherpenzeel : claviers, chant, accordéon sur Patricia Anglaia
- Pim Koopman : percussions, chant
- Johan Slager  : guitare, chant
- Max Werner  : mellotron, chant
- Bert Veldkamp : guitare basse, chant
- Patricia Paay : vocaux sur Patricia Anglaia